# Фари, Иштван
Иштван Фари — венгерский математик, известный благодаря своей теореме о распрямлении графа,
а также благодаря теореме Фари — Милнора о нижней оценке на вариацию поворота для нетривиальных узлов.

## Биография
Иштван Фари родился 30 июня 1922 года в Дьюла, Венгрия.
Получил степень магистра в Университете Будапешта, после чего переехал в Сегедский университет, где он защитил диссертацию в 1947 году. Затем учился в Сорбонне. В 1955 году принял позицию в Университете Монреаля.
В 1958 году перешёл в Калифорнийский университет в Беркли, где стал профессором в 1962 году.
Умер 2 ноября 1984 года в Эль-Серрито, Калифорния.

## Избранные публикации
- Fáry, István (1948), On straight-line representation of planar graphs, Acta Sci. Math. (Szeged), 11: 229–233, MR 0026311.
- Fáry, István (1949), Sur la courbure totale d'une courbe gauche faisant un nœud, Bulletin de la Société Mathématique de France, 77: 128–138.